# 中華民國死刑制度
中華民國死刑制度是指中華民國政府於其實質統治之臺澎金馬施行包含死刑的刑罰體系。依《中華民國刑法》第33條以及第35條，死刑是最重的主刑。中華民國刑法與各項具有刑罰的特別法於設立之初，仍具備不少唯一死刑（即法定刑僅有死刑者）之罪（如刑法海盜罪、懲治盜匪條例等等）；而隨著時代變遷，絕對死刑之罪也於2006年全數修改為相對死刑（可判處無期徒刑等其他刑罰）。於現行法中，已無「絕對死刑」之罪，可處死刑之罪約50項，多分布於《陸海空軍刑法》和《中華民國刑法》中。
於執行層面，依《刑事訴訟法》第461條以及《監獄行刑法》第145條之規定，死刑經中華民國法務部部長簽署執刑命令之後，於監獄內特定場所用槍決、藥劑注射或其他符合人道之適當方式執行之，然而實際上中華民國僅使用槍決一法執行死刑。2006年至2009年台灣曾因法務部部長不簽署行刑令而暫停執行死刑，引發輿論爭議，2010年4月30日國民黨政府重啟死刑執行。截至目前中華民國最後一次執行死刑的時間在2025年。2024年，憲法法庭公告受理37名死刑犯的《死刑釋憲案》聲請，中華民國之死刑判決需全體合議庭法官一致同意裁決方可成立，有醫師之精神疾病診斷證明或身心障礙等法定情況皆不得判處死刑，判決門檻極高，被外界視為實質廢除死刑。
如同其他國家一般，由於當代對人權和實效的重視，在中華民國，剝奪生命權的合理性受少部分人士爭議，因此死刑存廢成為有爭議的公共政策。研究顯示死刑確實有助慰藉一部分的謀殺受害者家屬、使之感覺正義得到伸張，推動廢除死刑確實讓一些謀殺受害者感到很受傷；另一方面，目前對死刑對謀殺的嚇阻效果不算有定論，盡管犯罪學者的共識是死刑無助治安，但支持和反對死刑有更強嚇阻效果的研究皆存在，而且有相當數量的量化研究，包括出於主張廢除死刑的人的研究，支持死刑對殺人有更強嚇阻效果的看法；另外「兩公約」的內容雖然強烈建議廢除死刑，但「兩公約」在實質上並未要求必須廢除死刑。關於台灣地區的死刑存廢相關討論，可見臺灣死刑存廢問題一文。

## 得判死刑之罪名

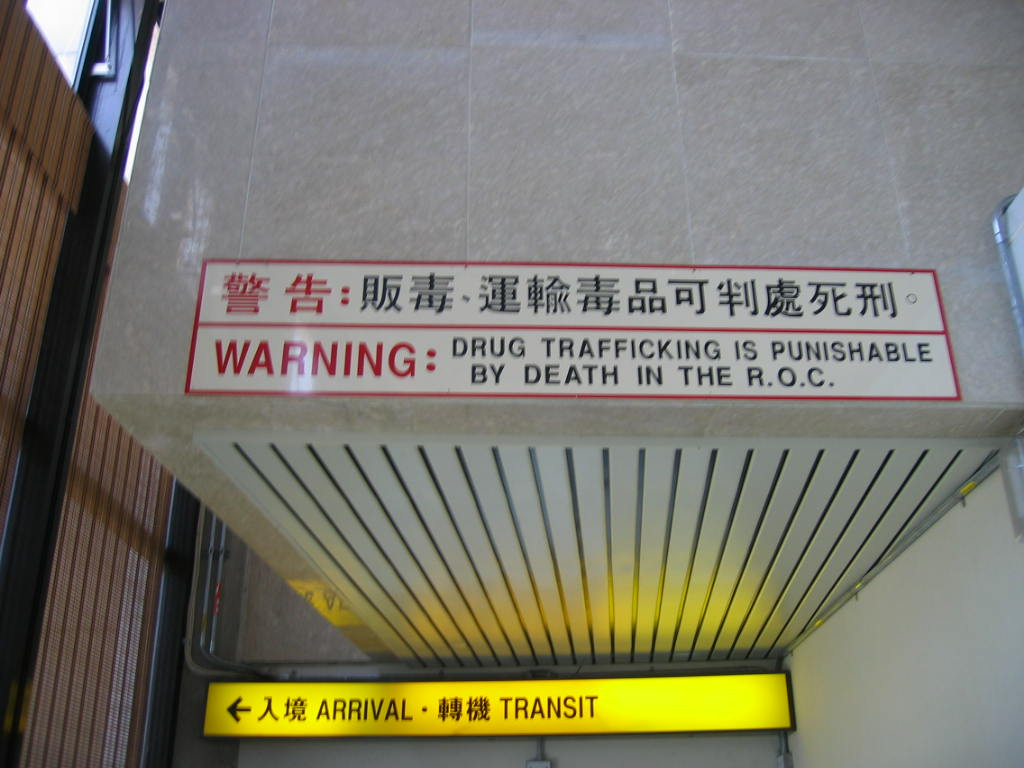
桃園國際機場關於販賣、運輸毒品可能被判處死刑的警告標誌（2005年）

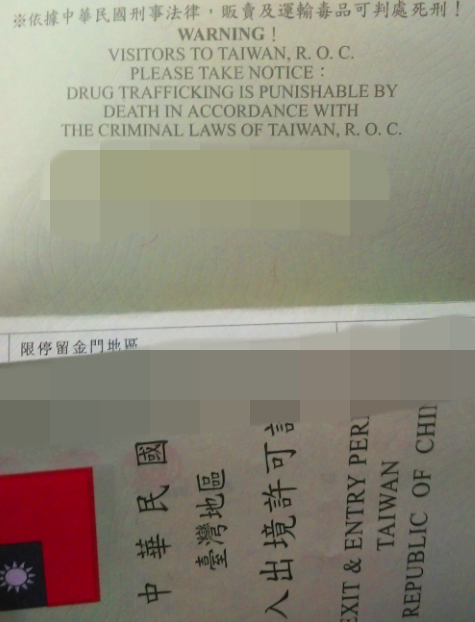
旧版中华民国台湾地区入出境许可证（限停留金门地区）关于贩卖、运输毒品可能被判处死刑的警告标志

目前中華民國境內已經沒有絕對死刑（唯一死刑）的犯罪，但是仍然存在有50條相對死刑的犯罪：
陸海空軍刑法
1. 內亂罪、暴動內亂罪（第14、15條）
2. 加重助敵罪、單純助敵罪（第17、18、19條）
3. 洩漏交付國防秘密罪（第20條）
4. 叛國罪（第24條）
5. 無故開啟戰端罪、違抗作戰命令罪（第26、27條）
6. 戰時委棄軍機罪（第31條）
7. 戰時攜械逃亡罪、戰時擅離部屬罪（第41、42條）
8. 戰時違抗命令罪、戰時聚眾抗命罪（第47、48條）
9. 戰時對長官施暴脅迫罪、戰時聚眾對長官施暴脅迫罪（第49、50條）
10. 劫持軍艦軍機罪（第53條）
11. 戰時毀壞直接供作戰軍用設施物品罪（第58條）
12. 違法製造販賣軍火罪（第65條）
13. 戰時為虛偽命令通報罪（第66條）

中華民國刑法
1. 暴動內亂罪之首謀（第101條）
2. 通謀開戰端罪、通謀上喪失領域罪、械抗國家罪、加重助敵罪（第103、104、105、107條）
3. 瀆職罪-委棄守地罪（第120條）
4. 劫持航空器或其他公眾運輸工具致死罪（第185條之1、185條之2）
5. 強制性交殺人罪、強制猥褻殺人罪（第226條之1）
6. 鴉片罪-公務員強迫他人栽種或販運罌粟種子罪（第261條）
7. 殺人罪、殺害直系血親尊親屬罪（第271、272條）
8. 強盜致死罪（第328條）
9. 強盜罪結合犯（放火、強制性交、擄人勒贖、使人受重傷）（第332條）
10. 海盜罪、海盜罪結合犯（第333、334條）
11. 擄人勒贖致死罪、擄人勒贖結合犯（第347、348條）

其他特別刑事法
1. 民用航空法：劫機（第100條）、危害飛安致死（第101條）、製造航空器致死（第110條）
2. 毒品危害防制條例：製造、運輸、販賣第一級毒品（第4條）、強迫他人施用第一級毒品（第6條）、公務員強迫他人施用或製造毒品（第15條）
3. 妨害兵役治罪條例：結夥持械阻撓兵役致死者（第16條）、公然聚眾持械反抗兵役推行致死者（第17條）
4. 兒童及少年性剝削防制條例：故意殺害被害人（第37條）
5. 殘害人群治罪條例：殘害人群罪（第2條）
6. 槍砲彈藥刀械管制條例：意圖供自己或他人犯罪之用而製造、販賣、運輸、轉讓、出租或出借槍械（第7條）
7. 懲治走私條例：犯走私罪而持械拒捕或持械拒受檢查，傷害人致死者 （第4條）

## 執行程序與方式
中國歷史上，清末的北洋軍人遭受到了西化影響，就流行以槍決代替斬首，但是在法律上就一直保留斬首；在宣統退位之後，在1912年中華民國法律廢除斬首，但實際上北洋政府、中國國民黨和中國共產黨或者地方軍閥都時常以斬首處決死囚，中華民國直到了1930年代才一律使用槍決。
中華民國死刑之執行，在刑事判決確定之後，依據《刑事訴訟法》第460條，檢察官將該案卷送交司法行政最高機關（即法務部）。而且依同法第461條之規定，經法務部令准，在執行檢察官有收到法務部令准之後，如果沒有刑事訴訟法第461條但書之事由（即無提起再審或者非常上訴之可能），必須到之後3天內執行死刑。《執行死刑規則》第4條規定，在執行時，先由檢察官會同監獄典獄長蒞視驗明，確認受刑人之身分。在執行之前之後要拍下受刑人相片，報部備查。
但何時簽署死囚之死刑執行命令並沒有明確標準，導致了死刑之執行屢遭批評淪為執政者政治操作工具，但卻有因為法務部部長不願意簽署而短暫停止死刑執行案例；在個案中，有些少數受刑人利用聲請大法官釋憲、再審、非常上訴或者請求赦免等救濟手段試圖要延緩行刑。
執行方法依據《監獄行刑法》第145條以及《執行死刑規則》第6條之規定，要以藥劑注射、槍決或其他符合人道之適當方式，在監獄特定場所執行。在執行槍決時，要讓受刑人背向行刑人，在射擊部位目標為心臟，行刑人要讓受刑人背後偏左定目標，但是行刑人與受刑人距離，不得超過2公尺。而且要對捐贈器官之受刑人，檢察官得命改射擊頭部右後耳根之執行死刑方式。在通常大部分死刑犯都會繫上腳鐐，每一天只允許在做運動的30分鐘內離開囚房。
在中華民國的死刑制度下，如果受刑人被判決死刑定讞之後，要等待法務部部長簽署執行死刑命令方可執行。執行團隊成員有執行檢察官（清朝稱監斬官）、書記官、法醫、法警隊長、執行法警（槍手）2人、戒護法警2人，如果死刑犯同意器官捐贈，另有設置醫療團隊。但現在執行死刑時，多選在傍晚5點到9點，並且用配有滅音器的國造T75型手槍，但早年使用的槍械卻不固定，常使用了步槍或者卡賓槍執行，尤其是在臺灣警備總司令部等機關。
早年多選在凌晨3點到早上接近6點，有取了「不走夜路」之聲，但這樣常讓死囚每一天入夜難眠，生怕腳步聲，而且槍聲很容易驚擾周圍居民，而改到晚間執行死刑，但有些人認為這個作法符合臺灣民間信仰的慣例，因為某些道士、釋教的香花僧認為，「日出時陰司封門，如無鬼差牽引，無法進入地府，要到頭七才會有土地神來帶路返家。」
執行前2至3小時，獄方會通知死囚「執行死刑命令已經簽發了，今天幾點幾分送您上路」，如果有信仰者可請神職人員（法師、牧師、神父等）來做臨終祈禱或者是誦經。而這個時候，在執行死刑的工作人員往往齊聚一堂，禮拜獄中的地藏菩薩佛像，祈禱執行順利。
執行時，檢察官要到達刑場，要驗明正身，確定死囚身份無誤，在執行之前最後一次聽訊（通常都會問死囚是否有悔悟，並且聽取遺言），之後死囚會得到一個不錯的便當，稱為「最後一餐」，希望能在執行之後，亡靈能夠體力充沛地到達陰間，在根據各看守所的傳聞，餐點大致上為白飯、滷蛋、雞腿、焢肉（或者香腸、豬肝等）、海帶（或者青菜、竹筍）、豆干等菜色，以及1包菸和1小瓶高粱酒，在監獄的迷信認為：飯菜可以不吃，卻至少要咬1口滷蛋，「吃蛋，好完蛋」，這也避免執行死刑過程中遭受到了折磨。在1980年以前並沒有為死囚注射麻醉劑，所以大多數死囚都會將高粱酒一飲而盡，以求減少痛苦。
用餐完畢後，死囚被送入看守所的刑場，要趴在法場的沙地上，一般法場供奉一尊地藏菩薩，向地藏菩薩燒香，讓菩薩監視正法的情況，一來保佑讓死囚能安心上路，二來保佑讓執行人員避免遭受煞氣干擾。當執行檢察官會詢問死囚是否需要麻醉（死囚可選擇「不麻醉」），先由法醫將死刑犯麻醉，接著法醫會在心臟或者小腦相對位置做記號，當法醫驗証藥效產生之後，法警即可開槍。開槍的位置為心臟（從背後開槍）或者小腦（從右後耳根開槍）執行之後大約10分鐘到20分鐘，由法醫驗屍，確認死囚是否死亡，沒有死亡就繼續射擊直到死亡為止；有同意要器官捐贈的時候，在大多數都朝頭部開槍以保障器官完整，而死囚在處以死刑之後就會送到醫院移植器官。
執行完畢後，第一步就是將死囚的腳鐐等解開（意喻「解放靈魂」），死囚會在腳鐐上繫上新臺幣1,000元的鈔票，贈送給槍決之後要給解開腳鐐的法警，謝謝他解放了自己的靈魂，但是這1,000塊必須快點花掉，有許多法警會拿來宴請所有法警隊友，或者某天清晨的時候捐獻廟宇香火錢。而這副死囚腳鐐就非常棘手，許多死囚會設法索討，並且戴在腳上，在監獄的迷信認為：同一副腳鐐不能讓兩個人被執行槍決。
依照傳統，所有刑場的工作人員都會在執行之後洗手，並且喊著「洗手不幹了」；如果衣物沾到死囚的血要換洗或丟棄，否則會遭到死者怨靈報復。在刑場不互稱名字，改以代號或者手勢示意，避免死者怨靈惦記，由於在臺灣民間信仰上仍對被處決的亡靈相當畏懼，因此在執行之後獄方法警會在刑場外面燒紙錢，供奉死囚亡靈。
若受死刑諭知之人犯，有心神喪失或者懷孕的情形時，則依《刑事訴訟法》第465條，由法務部命令先停止執行。且即便於痊癒或生產之後，如果沒有法務部命令，仍不能執行。
關於執行死刑之地點：中華民國在戒嚴時期，從民國38年（1949年）開始，政治犯都是在馬場町或者在國防醫學院後方的新店溪河床執行死刑。從1950年代中期到1980年代末期，政治犯以及因為戒嚴令之故，被軍法處以死刑的平民都改在新北市新店區的安坑刑場（位於新店區安華路，原本是：「國防部新店監獄」，地點在法務部矯正署新店戒治所後方）槍決。在中華民國政府到民國76年（1987年）解除了臺灣省戒嚴令之後，監獄執行法有規定死刑都需要在監獄內執行，但實際上是因為死刑犯都羈押在二審看守所，為避免執行之前將死囚移監所產生的戒護成本以及風險，在刑場都以「監獄分監」方式附設在二審看守所內，包括有新北市土城區的法務部矯正署臺北看守所、在臺中市南屯區的法務部矯正署臺中監獄（台中看守所與台中監獄僅一牆之隔，刑場設於監獄側面）、在臺南市歸仁區的法務部矯正署臺南監獄（台南看守所與台南監獄僅一牆之隔，刑場設於看守所側面）、在高雄市燕巢區的法務部矯正署高雄第二監獄（實務上高雄看守所附設於此）和位於在花蓮縣吉安鄉的法務部矯正署花蓮監獄（因為在花蓮看守所位於在花蓮市市區，老舊狹小無法擴建刑場，就將刑場設於花蓮監獄，執行死刑之前仍需要將死囚移監）5所監所都有刑場，分別負責執行臺灣高等法院、臺灣高等法院臺中分院、臺灣高等法院臺南分院、臺灣高等法院高雄分院、臺灣高等法院花蓮分院所判決管轄的死刑案件。在北部地區因為都會型態，人口密集，而且為政治、經濟中心，大約為6成的死刑都在台北看守所執行；在花蓮高分院所轄的花蓮、台東2縣因為人口少而且民風純樸，從1949年中華民國政府撤退移防台灣至今，僅有執行過18人死刑，從1999年10月12日執行走私海洛因嫌犯王再興、周家傑的死刑命令之後，直到2013年4月19日才再度執行一名身揹3條人命的強盜殺人犯張胞輝的死刑命令，另1身揹2條人命的性侵殺人犯戴文慶，在2014年4月29日槍決，成為唯一未收容死刑犯之二審看守所。

### 軍法審判
軍法方面，在1999年以前，從軍事審判為一審一覆判制，各個軍種師級單位自行成立軍事法庭為第一審，由中華民國國防部進行覆判。死囚羈押在各師級單位之下的軍事看守所，國防部判決死刑定讞，將卷宗歸還各師級單位之後，士官兵、尉官由師級單位少將（含）以上主官批准死刑執行令，校官、將官則由中華民國國防部部長批准死刑執行令。雖規定死刑於軍事監獄內執行，但實務上多由中華民國憲兵部隊以步槍或卡賓槍於「軍事監獄附設臨時刑場」，通常就是貼上「軍事監獄附設臨時刑場」海報的靶場執行。
1999年軍事審判法大幅修改後，軍事審判改為四級三審制，國防部不分軍種，依地區成立地方、高等、最高軍事法院，而死刑、無期徒刑案件尚需由高等軍事法院（尉級以下案件）或最高軍事法院（將、校級案件）上訴至中華民國最高法院方可定讞，死囚不分軍種，改羈押在軍事地方法院、高等法院所成立之附屬看守所，由國防部部長批准死刑執行令。
而在2013年軍事審判法修正後：承平時期，現役軍人涉犯軍法或其特別法的案件偵查權及審判權，已移歸一般司法機關行使。

### 死刑犯器官捐贈
《執行死刑規則》規定，受刑人於執行死刑前，有器官捐贈之意願者，應簽署捐贈器官同意書；如有配偶或三親等以內血親者，並應經其中一人之書面同意。對捐贈器官之受刑人，檢察官得命改採射擊頭部之執行死刑方式

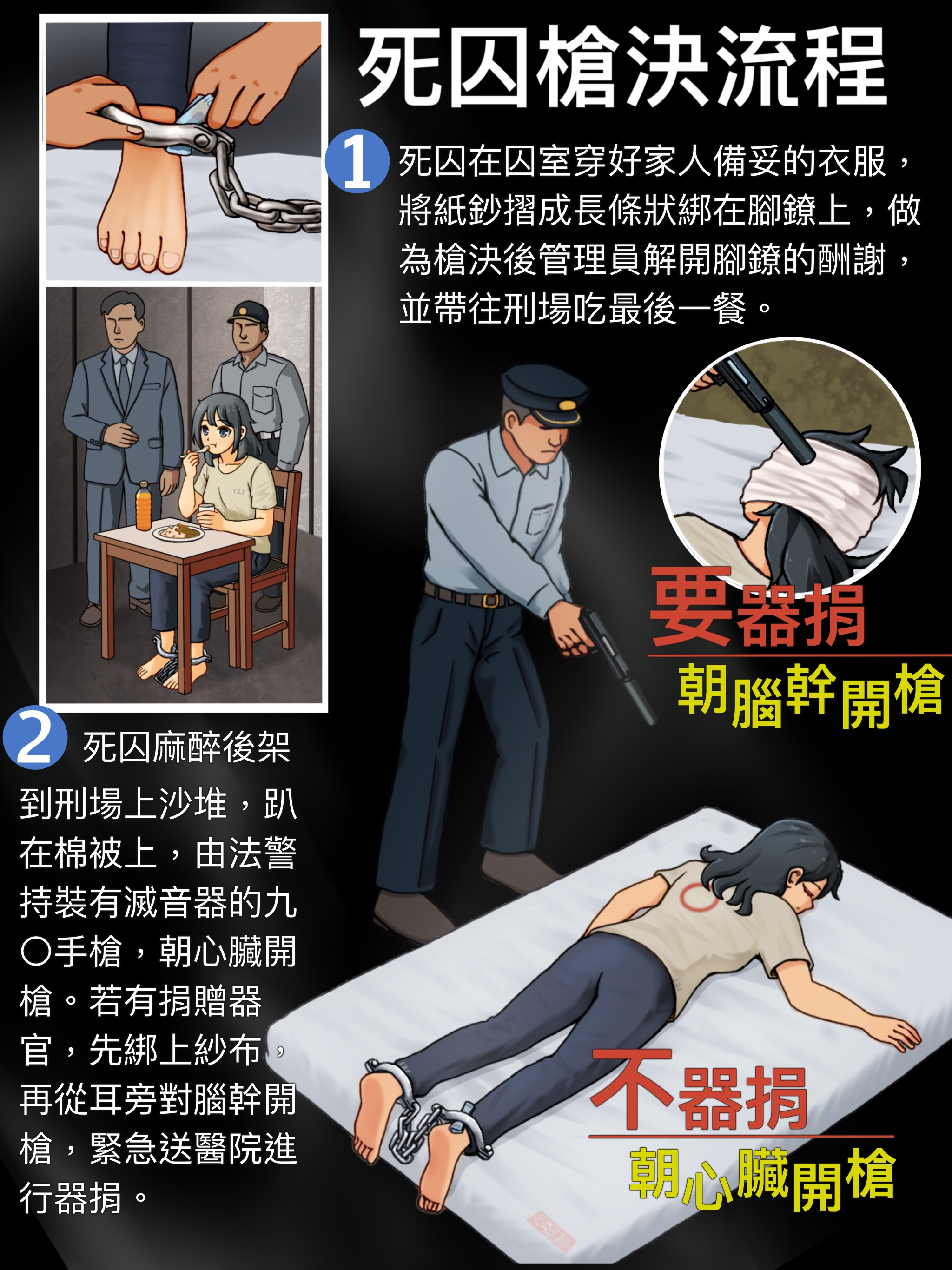
台灣死刑流程圖解（教育用途）

。執行槍斃或藥劑注射刑逾20分鐘後，由蒞場檢察官會同法醫師或醫師立即覆驗。對捐贈器官之受刑人，執行槍斃，經判定死亡執行完畢，始移至摘取器官醫院摘取器官。該規則未規定執行槍斃後多少時間內必須判定死亡執行完畢。
然而，根據《人體器官移植條例》，器官捐贈者，須經醫師判定腦死方能捐贈器官。腦死判定程序則規定，在使用人工呼吸的情況下，第一次腦死判定的觀察期是12小時，第2次的腦死判定是4小時。因此便有人認為，法務部的這項規則已與母法「人體器官移植條例」相牴觸。
而且由於死刑犯捐贈器官的過程，並沒有進行人體器官移植條例中關於腦死判定的程序，因此很有可能發生在法律上就已經認定死亡，但事實上可能卻沒有死亡到進行器官捐贈的情形。在1991年4月15日，就有發生過槍決之後的死刑犯送入台北榮民總醫院開刀房準備摘除器官時被發現還能自行呼吸，又送回刑場再進行第2次槍決的例子，而且該事件讓台北榮民總醫院不接受死刑犯器官移植長達8年。
在2012年之後，即便死刑犯要求器官捐贈，法務部以及檢方也都不會同意，實質上取消死囚器官捐贈。
《器官移植作業準則》已於2015年修正，禁止使用死囚器官；2020年「執行死刑規則」亦刪除了死囚「捐贈器官」條款，自此死刑犯器官捐贈正式走入歷史。

## 已執行與尚未執行死刑犯列表
| 1987 | 1988 | 1989 | 1990 | 1991 | 1992 | 1993 | 1994 | 1995 | 1996 |
| ---- | ---- | ---- | ---- | ---- | ---- | ---- | ---- | ---- | ---- |
| 10   | 22   | 69   | 78   | 59   | 35   | 18   | 17   | 16   | 22   |
| 1997 | 1998 | 1999 | 2000 | 2001 | 2002 | 2003 | 2004 | 2005 | 2006 |
| 38   | 32   | 24   | 17   | 10   | 9    | 7    | 3    | 3    | 0    |
| 2007 | 2008 | 2009 | 2010 | 2011 | 2012 | 2013 | 2014 | 2015 | 2016 |
| 0    | 0    | 0    | 4    | 5    | 6    | 6    | 5    | 6    | 1    |
| 2017 | 2018 | 2019 | 2020 | 2021 | 2022 | 2023 | 2024 | 2025 |      |
| 0    | 1    | 0    | 1    | 0    | 0    | 0    | 0    | 1    |      |

## 爭議案件
- 王信福案
- 蘇建和案
- 江國慶案
- 盧正案
- 徐自強案
- 邱和順案
- 杜氏兄弟案
- 鄭性澤案
- 謝志宏案
- 湯英伸案

## 過往冤案

### 江國慶案
1996年9月12日下午3點多，空軍作戰司令部營區福利站熱食部幫工謝陳春桃之幼女被發現陳屍在福利站廁所後方地上，被害女童全身赤裸，下體大量出血，嘴角有瘀血。國防部立即下令反情報總隊會同空軍總司令部以及臺北市政府警察局刑事警察大隊聯合偵辦。
空軍作戰司令部於案發後就組成〇九一二專案小組偵辦，同時與北市刑大、憲兵司令部等單位協力蒐證，其間約談福利站所有員工及江國慶、劉景太等在福利站支援士兵，均無所獲，其間法醫及調查局鑑定報告均完成出爐。然而在不到三週的時間，10月4日晚間6點，空軍總部宣布偵破空作部女童姦殺案，空軍總部在破案記者會上表示：整個現場研判凶手有地緣關係，我們鎖定了特定對象，經過調查局測謊以後，這個特定嫌犯沒有通過測謊，這個特定的對象就是江國慶。
軍事檢察官黃瑞鵬隨即以強姦殺人罪於10月22日起訴空軍作戰司令部勤務隊上兵江國慶，但江國慶卻在11月5日初審時翻供，聲稱是遭到刑求才承認犯案。12月26日，空軍作戰司令部普通審判庭審判官呂德義、羅正南及甯方中以強姦殺人罪判處江國慶死刑，褫奪公權終身。1997年3月27日，國防部初次覆判一度以證據不足及江國慶的自白出於威脅利誘，而撤銷判決發回更審，但是空軍作戰司令部仍交由前次相同的三位軍法官審理，1997年6月17日，江國慶仍然被判處死刑。其後，本案雖然再次聲請覆判，但仍在1997年8月13日遭駁回而確定，全案審理程序僅歷經9個多月。8月14日，江國慶被槍決。
本案其後經過調查，種種跡象均顯示，江國慶並沒有犯案。然而卻因為判決的草率，致使一條年輕的生命就此斷送。本案家屬雖然知道人死不可復生，仍然向監察院陳情。監察院調查的結果，認定此案的承辦人員都有違法失職。監察院認為判決有多項疑點沒有釐清，並建請國防部轉飭所屬研究有無提起再審或非常審判之事由，並另組專案小組，就本案所有嫌疑人再逐一查對，以澄清疑慮。但最後國防部最高軍事法院檢察署不但未曾主動依監察院的調查意見著手研究，反而以荒誕無稽之理由駁回江國慶家屬提起非常上訴之聲請。
本案相較蘇建和案延宕九年之多，如此效率而迅速，全拜軍事審理程序之賜。然而卻也因此凸顯出軍事審判的草率與粗暴，以及軍中司法制度的荒謬。例如不具司法人員身分的政戰官涉及刑求不當取供，軍法官不具合法身份，重審時交由同樣三名軍法官等，多項違反程序正義的司法過程。但國防部最高軍事法院檢察署，不僅未依監察院的調查意見著手研究，直接就駁回江國慶案非常上訴的聲請，軍法其實是比司法更需要民間監督。
另外，1997年10月3日，司法院大法官做出《司法院釋字第436號解釋》，其中認為：「...事審判機關所行使者，亦屬國家刑罰權之一種，其發動與運作，必須符合正當法律程序之最低要求，包括獨立、公正之審判機關與程序，並不得違背《中華民國憲法》第77條、第80條等有關司法權建制之憲政原理，亦應遵守憲法第23條之比例原則。本於憲法保障人身自由、人民訴訟權利及第77條之意旨，在平時經終審軍事審判機關宣告有期徒刑以上之案件，應許被告直接向普通法院以判決違背法令為理由請求救濟。...」《軍事審判法》亦於隔年做出修正，其中其181條規定，「宣告死刑、無期徒刑之上訴判決，原上訴軍事法院應依職權逕送最高法院審判，並通知當事人。」若本案再晚一點發生，江國慶將可能因此而能獲得較好的程序保障，也許便能免於一死。
2010年5月12日，監察院正式通過對國防部的糾正案，就國防部將此案交由不能進行司法調查的反情報人員偵辦，且涉嫌非法刑求、取供，隔年7月將未涉案的江國慶判處死刑，許姓士兵雖在同年5月自承犯下此案，國防部卻無視許兵的自白，迅速處決江國慶。監察院痛斥國防部罔顧司法人權。並且要求國防部軍法單位提起非常上訴與再審，並將調查報告轉交檢察總長續行偵辦。監委馬以工則要求國防部追回「偵破」此案的獎勵。至於就相關失職人員的懲處，則因為已經過了公務員懲戒法10年的追訴時效，因此監察院並無法要求懲處相關失職人員，僅能糾正國防部。對此，國防部表示，將尊重監察院的糾正，並將對糾正的內容審慎檢討。而就非常上訴的部分，國防部則表示，監察院調查期間，國防部就已於今年3月25日主動函請最高軍事法院檢察署，依法再行審酌有無聲請提起非常上訴事由，國防部也會將監察院的糾正案文意旨轉給最高軍事法院檢察署併案參考。。
2011年1月28日，由台北地檢署傳喚許榮洲到案說明，經由檢察官訊問後，許榮洲一度坦承犯下空軍女童性侵命案，但之後調查其涉案的證據不足而獲判無罪。
2011年10月28日，國防部北部地方軍事法院2011年10月27日已經依照修正後「刑事補償法」作成賠償決定，生前遭羈押314天後執行死刑，並依當時國民平均餘命資料，計算出餘命為55.64歲，換算後是20,323日，每天補償5,000元。共計1億318萬5,000元。

## 死刑存廢之爭議
民進黨執政時期，中華民國法務部於2002年公布有關廢除死刑政策說帖，宣示漸進廢除死刑，以廢除絕對死刑、減少死刑判決等政策逐步廢除死刑。在2005年12月26日施茂林下令在於高雄第二監獄槍決林盟凱、林信宏後，到2008卸任為止沒有任何死刑犯伏法，其後便拒絕簽署死刑執行令，在其任內留下29名死刑犯。國民黨2008年重新執政後，前任法務部長王清峰主張廢除死刑，並表示「任內絕對不會批准死刑」，也不簽署執行已死刑定讞的44名死刑犯的處決。最後因此於2010年3月11日晚間被迫辭職。
台灣民眾普遍反對廢除死刑，2010年時中時的民調顯示，主流民意高度傾向維持死刑(84%的人支持死刑)，且有過半(58%)的民眾不支持以無假釋之終身監禁做為死刑的替代方案；另曾有民調顯示，中華民國司法人員中支持死刑的比例高達88%，甚至高過一般民眾。。
死刑起源於應報主義，係以國家公權力剝奪罪犯生命權，使其永久與社會隔離，一般支持死刑者的立論主要有殺人償命的應報觀點、對重大犯罪的發生有嚇阻力、節省監獄成本、免除再犯問題。然而有些論文指出，臺灣執行死刑次數的多寡對重大犯罪的犯罪率沒有影響。
其中曾文欽隨機殺人事件的嫌犯曾文欽聲稱只想吃一輩子的牢飯，認為殺一個人在目前台灣不會被判死刑，隨機挑選國小五年級學童無顧忌的將其殺害。，該案引發社會譁然，19天後法務部長曾勇夫在20日批准槍決6名死刑犯並於隔日執行，以正社會視聽。。但在後續案件審理過程，曾文欽卻向精神鑑定醫師表示自己其實是為了自殺而殺人。曾文欽說：「因為如果失敗的話，就不會被判死刑。我完全沒有想要吃免費牢飯。想吃牢飯的話，竊盜、搶劫都可以。我是想自殺才殺人，因為先前自殺多次都不成。」並表示「說殺一、兩個人不會判死刑，是覺得說得越可惡，死得越容易。」
2014年，鄭捷聲稱因為想死沒有勇氣自殺、希望能被判處死刑而犯下了造成4死24傷的連續殺人案。最高法院對其4項控罪判處死刑，2016年4月22日定讞，於2016年5月10日槍決。
截至2019年6月13日為止，台灣共有38名死刑犯已經定讞，等待槍決。2023年10月17日一名死刑犯因心因性休克病逝於台北看守所，等待執行的死刑犯目前為37人。
2024年1月25日，憲法法庭公告受理死刑釋憲案，以年齡最大的死刑犯王信福為主案，其他36名死刑犯併案審理。於2024年4月23日進行言詞辯論。

## 死刑之合憲性
關於死刑是否合憲這件事，一直以來便不斷有人向司法院大法官聲請釋憲加以挑戰。司法院大法官於1985年所做出的《司法院釋字第194號解釋》首次對於死刑是否違憲之問題加以表態，該號解釋認為：「戡亂時期肅清煙毒條例第5條第1項規定：販賣毒品者，處死刑，立法固嚴，惟係於戡亂時期，為肅清煙毒，以維護國家安全及社會秩序之必要而制定，與憲法第23條並無牴觸，亦無牴觸憲法第7條之可言。」
其後，於1990年所作出的《司法院釋字第263號解釋》再一次的認定死刑並無違憲之虞。其認為：「懲治盜匪條例為特別刑法，其第2條第1項第9款對意圖勒贖而擄人者，不分犯罪情況及結果如何，概以死刑為法定刑，立法甚嚴，惟依同條例第8條之規定，若有情輕法重之情形者，裁判時本有刑法第59條酌量減輕其刑規定之適用，其有未經取贖而釋放被害人者，復得依刑法第347條第5項規定減輕其刑，足以避免過嚴之刑罰，與憲法尚無牴觸。」
1999年時，司法院大法官針對毒品條例之死刑是否違憲作出《司法院釋字第476號解釋》，其中表示：「關於死刑、無期徒刑之法定刑規定，係本於特別法嚴禁毒害之目的而為之處罰，乃維護國家安全、社會秩序及增進公共利益所必要，無違憲法第23條之規定，與憲法第15條亦無牴觸。」
司法院大法官於2006年第1297次不受理案件之議決中再次針對死刑是否違憲作出表態，大法官表示：「關於死刑為法定刑是否違憲部分，業經本院釋字第194號、第263號及第476號等號解釋有案，尚無再行解釋之必要。」由本次的議決中可知，大法官至2006年的態度仍認為，死刑做為法定刑，並無違憲之虞。
2010年5月28日，司法院大法官又以第1358次會議不受理案件之議決對於死刑制度表示意見，其認為：第一、立法院通過的「公民與政治權利國際公約」及「經濟社會文化權利國際公約」（簡稱兩公約），未規定殺人犯不得判處死刑，公民與政治權利國際公約第6條第6項雖規定，該公約締約國不得援引該條，而延緩或阻止死刑之廢除。惟依同條第2項前段規定之意旨，凡未廢除死刑之國家，如犯情節重大之罪，且依照犯罪時有效並與該公約規定及防止及懲治殘害人群罪公約不牴觸之法律，尚非不得科處死刑。至於「赦免法」應否賦予死刑犯特赦或減刑權利，須由立法機關依兩公約內容考量，非大法官權責。第二、《刑事訴訟法》第388條雖然排除同法第31條之適用，但其並未限制被告於第三審選任律師為其辯護之權利，且不論有無資力，亦可獲得法律扶助基金會為其協助選定或指定律師擔任辯護人，或由第二審之辯護人為其撰寫上訴理由書，故應無侵害人民訴訟權之虞。第三、部分死刑犯聲請釋憲程序未完備，例如未親自簽名聲請，或由家人代簽名聲請，並不符釋憲要件。
在2009年6月15日，中華民國政府的兩公約批准書遭聯合國以聯合國大會2758號決議無立場接受存放。 故中華民國自行邀請國際專家來台審查兩公約實施狀況並定期發布審查報告。
2013年中華民國政府邀請國際專家來台審查兩公約實行狀況，兩公約國家人權報告結論性意見與建議 第56、57項明確指出公約不禁止死刑但至少應暫停執行死刑、且無赦免途徑、無第三審強制辯護人是違背公政公約第六條第四項。 2017年第二次審查報告結論性意見與建議第58、59項表示委員會對中華民國政府以民意為由持續執行死刑感到遺憾且重申強烈建議即刻暫停執行死刑並宣示以全面廢除死刑為目標。
法務部在修改「審核死刑案件執行實施要點」後，規定只要死刑案聲請釋憲、聲請再審、提起非常上訴，就暫不執行。因聲請非無限制，便能讓廢死團體提以相同的例稿反覆聲請，技術性的拖延死刑執行。

## 2025年反廢死公投
2025年5月，由中國國民黨和台灣民眾黨主導的立法院通過了一項反對廢除死刑的公投案二讀程序。該公投預計將於8月23日舉行，提案內容詢問選民是否同意取消法院合議庭在判處死刑時須「全體一致決」的規定。提案支持者認為，憲法法庭於2023年所確立的該項要求，實際上使死刑變得難以執行，並違背了社會中壓倒性支持保留死刑的民意。
此舉重新引發了中華民國政治主要政黨間的爭論。主張廢除死刑的民主進步黨自2020年以來幾乎未執行死刑，僅於2024年1月進行過一次例外的槍決。民進黨批評該公投是出於政治動機，並無法律上的必要，強調台灣從未正式廢除死刑。該黨並指控在野陣營藉此議題動員支持，以挽回即將到來的選舉頹勢。由於不符合公民投票法第15條第2項規定，中央選舉委員會不辦理投票。

## 判決確定尚未執行死刑犯
宣告死刑之案件，原審法院應不待上訴依職權逕送該管上級法院審判，並通知當事人，故中華民國境內被告遭判處死刑的案子最後都要經過最高法院判決後才會確定而定讞。死刑行刑權，自裁判確定之日起算，原定30年內不行使而消滅，但依法律之規定不能開始或繼續執行時，最多延長4分之1，到37年半。適用2005年修正公佈，次年7月1日施行的案例，死刑行刑權，自裁判確定之日起算，40年內不行使而消滅，但因故不能開始或繼續執行時，最多延長4分之一，到50年。截至2025年1月為止，全台灣有36個死刑犯定讞後尚未執行。

## 延伸閱讀
- 《殺戮的艱難》，張娟芬著，行人文化實驗室出版，2010年11月15日。ISBN 9789868658165。亦可見張娟芬部落格：殺戮的艱難（页面存档备份，存于）

## 外部連結
- 陸海空軍刑法（页面存档备份，存于） （繁體中文）
- 中華民國刑法（页面存档备份，存于） （繁體中文）